# Kadavinahosahalli, Holenarsipur
Kadavinahosahalli là một làng thuộc tehsil Holenarsipur, huyện Hassan, bang Karnataka, Ấn Độ.